# Weichfresser
Die Bezeichnung Weichfresser ist eine nicht-taxonomische, historisch entstandene Einordnung einer oder mehrerer Vogeltaxa anhand ähnlicher ernährungsphysiologischer Eigenschaften und Gewohnheiten. Die Gruppe der sogenannten Weichfresser ist äußerst heterogen. Sie beinhaltet Vogelarten, die bei ihrer Ernährung beispielsweise Früchte, Insekten oder Weichtiere bevorzugen und damit als komplementäre Gruppe zu der der Samen- oder Körnerfresser gestellt wird. Die mangelnde Trennschärfe dieser Eingruppierung wird unter anderem an zahlreichen nicht eindeutig gruppierbaren Vogeltaxa deutlich, die sich z. B. sowohl von Sämereien als auch von Insekten ernähren.

## Gruppen
- Fleischfresser (Eisvögel, Racken), die sich von kleinen Säugetieren, Vögeln oder anderen Wirbeltieren ernähren
- Insektenfresser (Bienenfresser, Schwefeltyrann), die sich von Insekten und anderen Wirbellosen ernähren
- Allesfresser (Rabenvögel, Nashornvögel), die sowohl tierische als auch pflanzliche Nahrung nutzen
- Fruchtfresser (Turakos, Flaumfußtauben), deren Nahrung Früchte sind
- Nektarfresser (Kolibris, Nektarvögel), deren Nahrung Nektar ist
- Blattfresser (Mausvögel, Turakos), die Blätter und anderes pflanzliches Material fressen

## Physiologie

### Weichfresser
Die Weichfresser haben eher spitze, zierliche, aber auch lange pinzettenartige Schnäbel.
Beispiele einheimischer Weichfresser
Amseln, Baumläufer, Drosseln, Heckenbraunellen, Kleiber, Rotkehlchen, Spechte, Störche, Schwalben, Stare, Zaunkönige
Beispiele exotischer Weichfresser
Beo, Breitrachen, Bülbüls, Maskenkiebitz, Nashornvögel, Pittas, Tokos

### Körnerfresser
Der Schnabel der Körnerfresser ist deutlich kräftiger, dicker und oft kürzer als bei den Weichfressern.
Beispiele einheimischer Körnerfresser
Finken (Buch- und Grünfinken, Kernbeißer, Zeisige, Stieglitze), Meisen, Gimpel und Sperlinge.
Beispiele exotischer Körnerfresser
Kanarengirlitz, Webervögel (Maskenweber), Prachtfinken (Veilchenastrild)